# Palazzo del Tritone

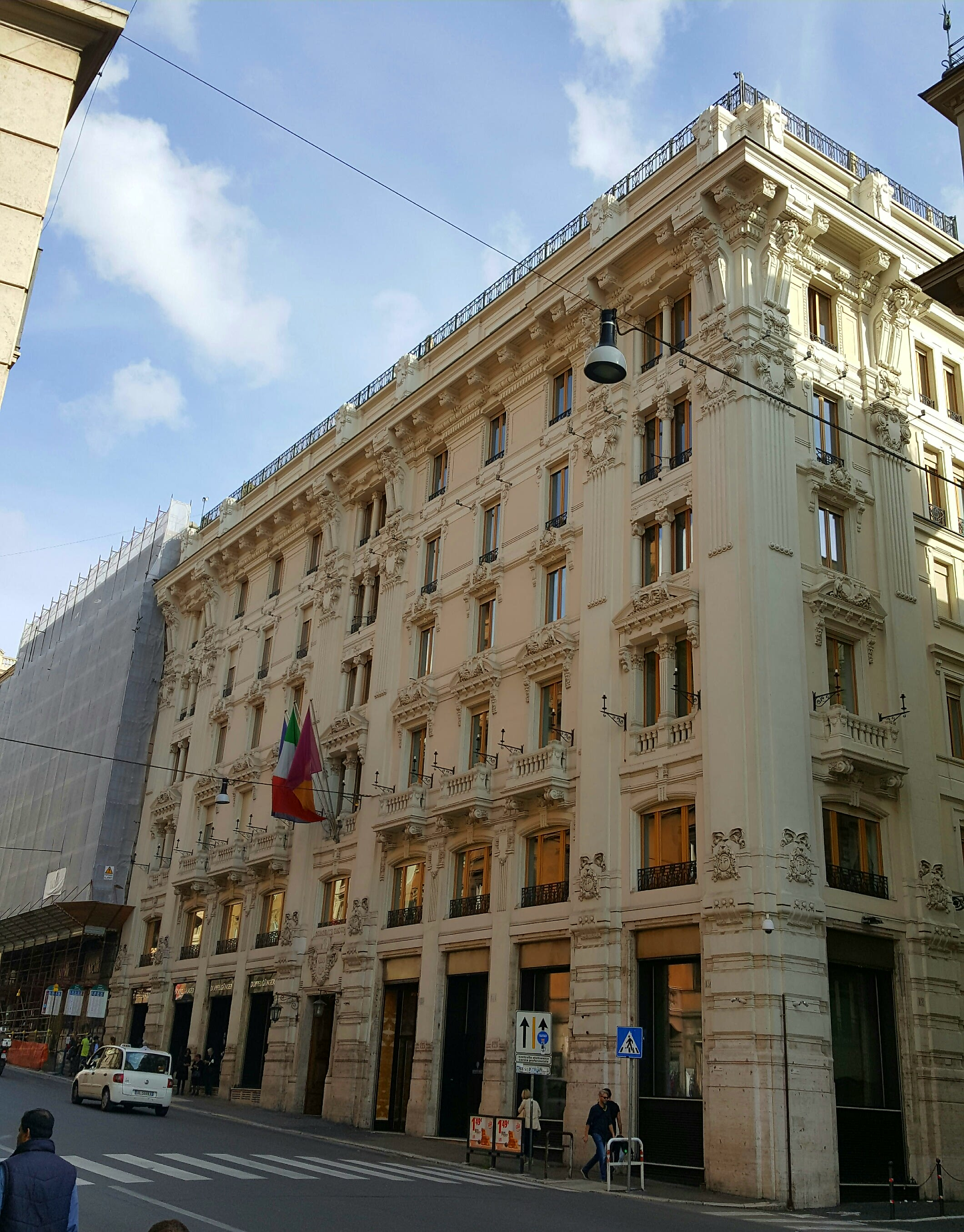
Vista del su via del Tritone

Il Palazzo delle Imprese Fondiarie o Palazzo del Tritone è un palazzo moderno di Roma che si trova al numero 132 di Via del Tritone, nel rione Trevi de Roma, e che ospita la sede italiana del Sorgente Group.  

## Storia
L'edificio è situato sul tratto di via del Tritone a ridosso di Piazza Barberini, in un isolato delimitato dalla piazza stessa, dalla strada, da via del Boccaccio e da via degli Avignonesi.
La costruzione, completata nel 1910, fu il risultato dei lavori per l'apertura della moderna via del Tritone, eseguiti tra il 1885 e il 1925, nel contesto delle trasformazioni urbanistiche di Roma per adattarla alle sue nuove funzioni di capitale del Regno d'Italia.
Il palazzo vero e proprio è costituito da un corpo principale di otto piani lungo la via del Tritone e da un altro, secondario, parallelo alla via degli Avignonesi, più basso e meno regolare.
Stilisticamente il palazzo va considerato un edificio di transizione: tradizionale nella sua imposizione, finisce per essere moderno nelle proporzioni che esaltano gli elementi verticali. Decori classicisti ed elementi decorativi tipici dell'accademismo di fine Ottocento si mescolano a stili più stilizzati, geometrici e floreali in stile art nouveau.

## Descrizione

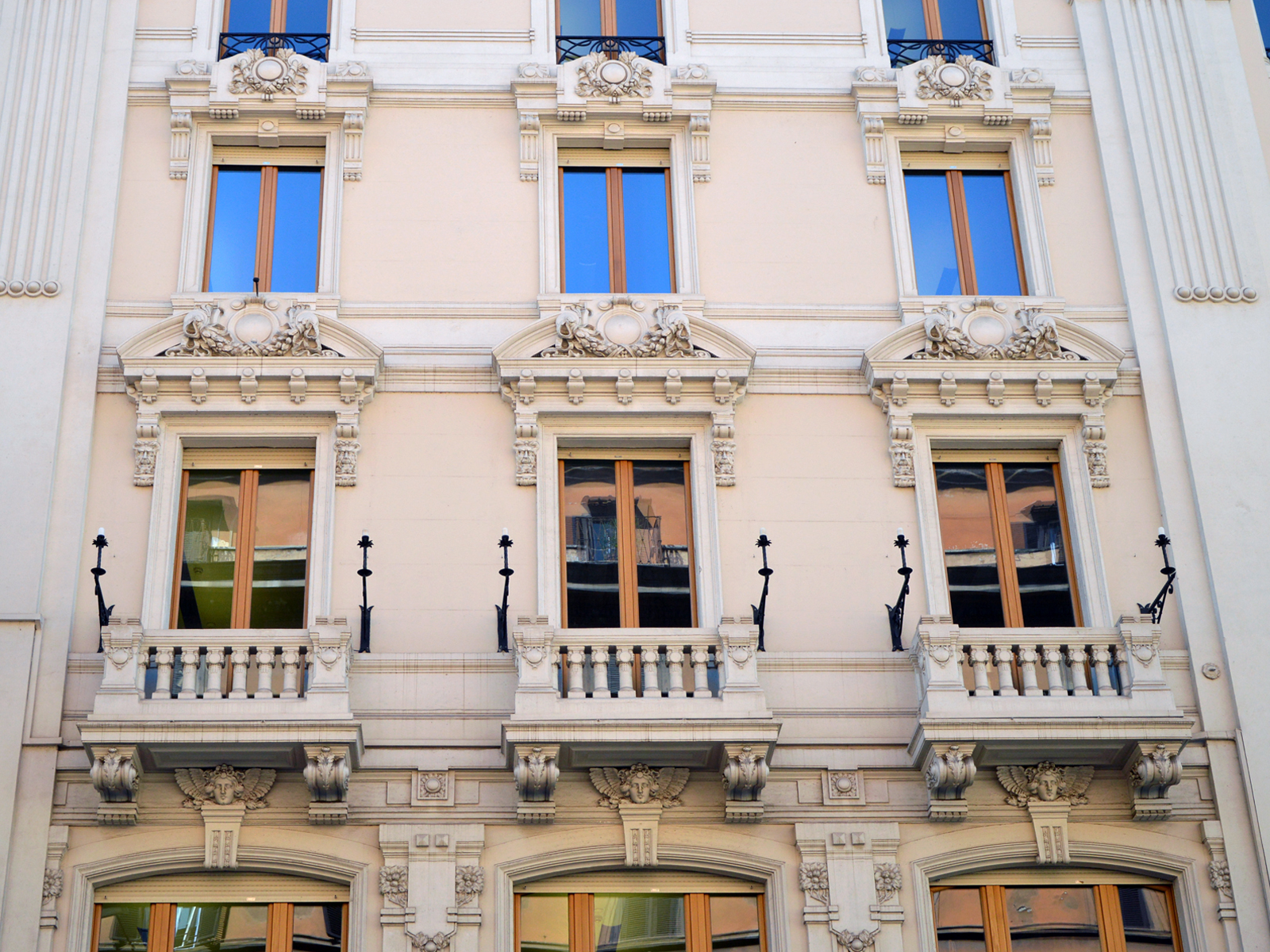
Dettagli delle finestre

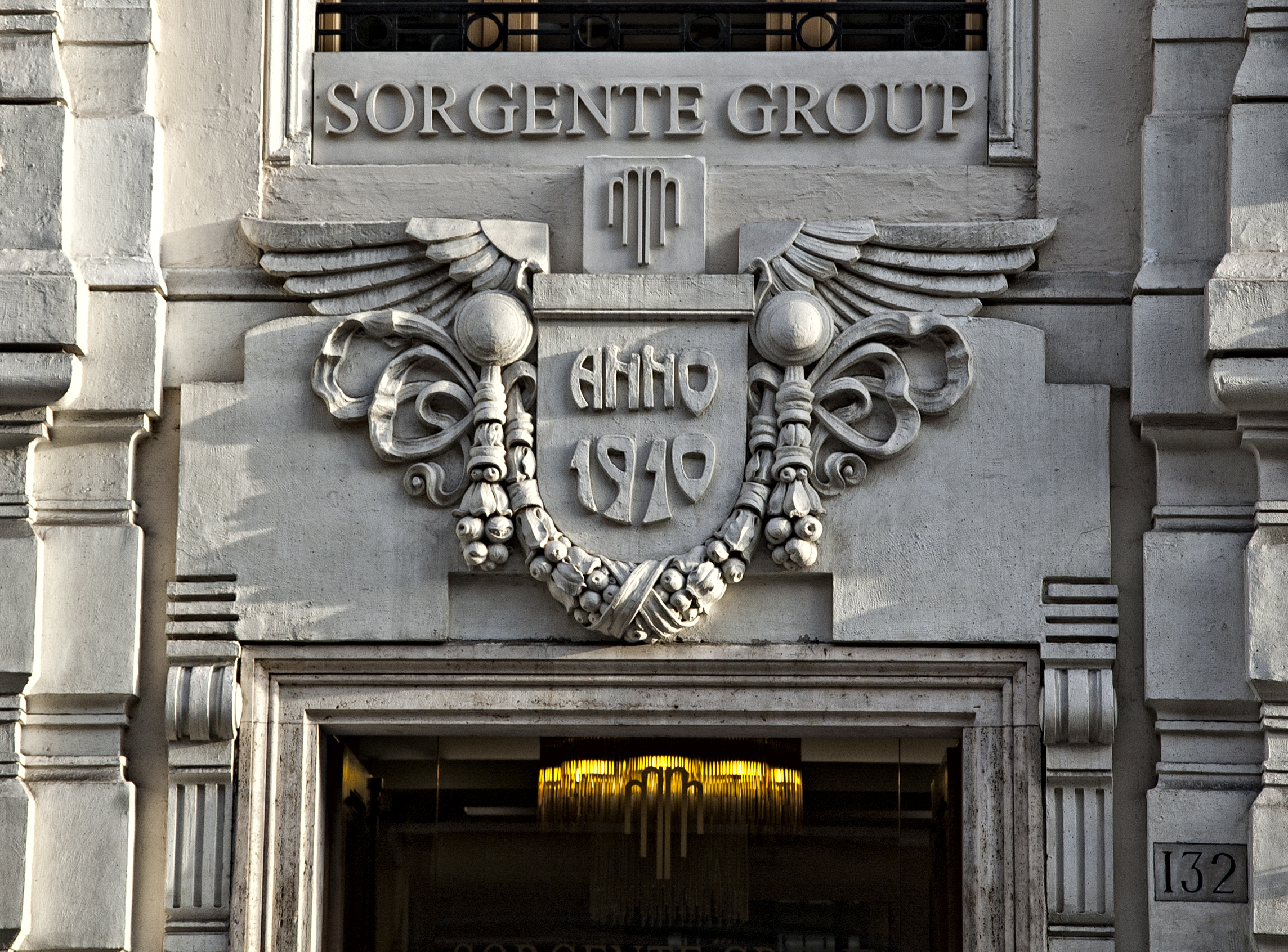
Dettaglio

La facciata su Via del Tritone è simmetrica, scandita da un ordine gigante.
Se le fasce in travertino rustico su cui poggiano le lesene rimandano a soluzioni tradizionali, ovunque sono presenti dettagli con motivi vegetali e geometrici di chiara ispirazione art nouveau.
Come in molti palazzi ad uso commerciale, le aperture dei primi due piani, enfaticamente collegati da un secondo ordine gigante al piano terra, sono quasi interamente aperte sulle finestre del piano terra e sulle grandi finestre del primo piano.
I pilastri terminano in capitelli con volute e scudi e sono decorati con motivi floreali sulle cui basi sono presenti medaglioni con la sigla della ditta committente (S.I.F.I.), decorati con festoni e fiocchi di neve.
I tre piani superiori sono divisi da lesene, e la quantità delle decorazioni a rilievo diminuisce con l'aumento dell'altezza.
Nelle due finestre laterali e in quella centrale sono presenti bifore, moderne nelle linee principali e ricoperte da elementi decorativi classici, sormontate da timpano al secondo piano e da architrave agli altri due. I gruppi di tre finestre monofore del secondo piano sono caratterizzati da balconcini e cornicioni sormontati da pennacchi spezzati da festoni.
La trabeazione dell'ordine maggiore è costituita da un architrave che corre tra il quarto ed il quinto piano; dove terminano le lesene vi sono grandi mensoloni con volute in rilievo.
Il fregio occupa l'intero quinto piano: la continuità è suggerita dalle finestre bifore e monofore.
A coronamento della facciata c'è una gronda, decorata con dentelli, ovoli e mensoloni, e sopra il quale si trova il parapetto dell'attico.
La stessa soluzione di facciata si ripete, solo con diverso orientamento, sulla stretta facciata su via del Boccaccio.
Il prospetto posteriore, su via degli Avignonesi, non presenta l'apparato decorativo della facciata principale. Appare decisamente più moderno: il suo zoccolo in travertino e bugnato in intonaco con cornice marcapiano impone un ordine gigante, molto stilizzato e le cornici delle finestre sono estremamente semplificate.
Su questa facciata e sull'altra facciata laterale si conserva ancora l'originario sistema di oscuramento con persiane e inferriate sui balconi.